# Milići (kommun)
Milići är en kommun i Bosnien och Hercegovina.   Den ligger i entiteten Republika Srpska, i den östra delen av landet, 70 km nordost om huvudstaden Sarajevo.